# Contea di Jefferson (Georgia)
La contea di Jefferson (in inglese Jefferson County) è una contea dello Stato della Georgia, negli Stati Uniti. La popolazione al censimento del 2000 era di 17 266 abitanti. Il capoluogo di contea è Louisville.